# Kljucsevszkaja Szopka
A Kljucsevszkaja Szopka (oroszul Ключевская сопка) vagy Kljucsevszkoj (Ключевской) egy aktív rétegvulkán a Kamcsatka-félszigeten, Oroszországban, a Kamcsatkai határterület Uszty-kamcsatszki járásában. 4750 méteres magasságával ez a tűzhányó Kamcsatka legmagasabb hegye, valamint Eurázsia és az északi félgömb legmagasabb aktív tűzhányója. Meredek, szimmetrikus kúpja a Bering-tengertől kb. 100 km-re található. 2001 óta szerepel az UNESCO világörökségi listáján a többi kamcsatkai tűzhányóval együtt.
Első feljegyzett kitörésére 1697-ben került sor, azóta pedig szinte folyamatosan aktív, akárcsak a többi környező vulkán, több mint 600 kitörését jegyezték már fel. A hegyet elsőként Daniel Gauss mászta meg két társával 1788-ban, a Billings-expedíció keretében. További mászási kísérleteket egészen 1931-ig nem jegyzetek fel, amikor számos hegymászó életét vesztette, miután leereszkedés közben a levegőbe törő láva elsodorta őket. Hasonló veszély máig fennáll, így kevesen próbálkoznak a csúcs meghódításával. A 21. században is számos kitörést jegyeztek fel: 2007-ben és 2010-ben több alkalommal is kiemelkedő aktivitást mutatott, 2013-ban pedig szinte egész évben aktív volt (januárban a félsziget összes tűzhányója kitört a Kameny kivételével). 2015-ben szintén elkezdődött egy kitörési ciklus, amely egészen 2017-ig folytatódott.
A környékbeli őslakosok közül sokan szent hegyként tisztelik a tűzhányót, úgy tartják, ez volt az a hely, ahol az egész világ létrejött. Habár a környékbeli többi tűzhányónak szintén hasonló spirituális jelentőséget tulajdonítanak, a Kljucsevszkaja Szopka kiemelkedik ezek közül.

## Képek

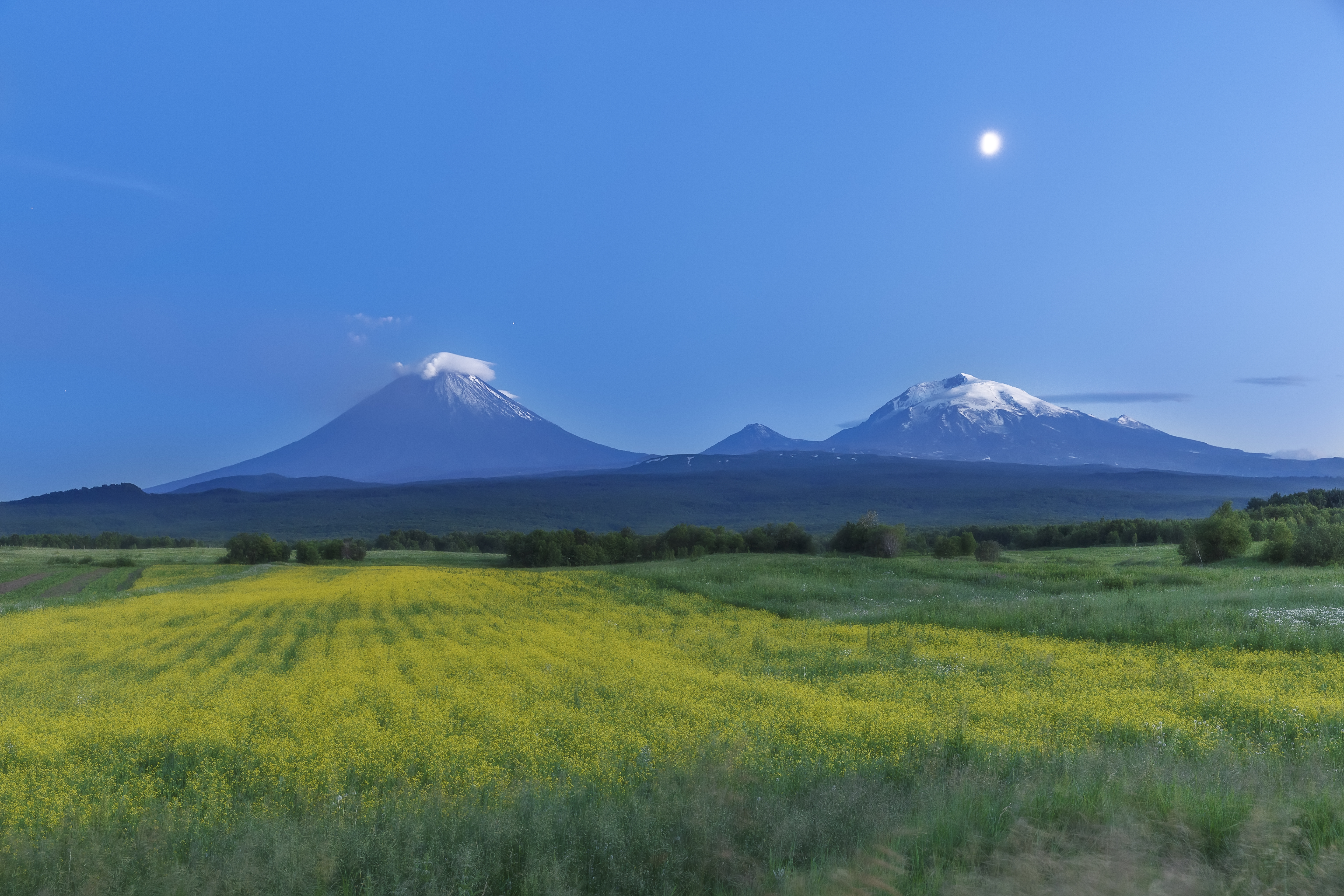
A vulkán távolabbról
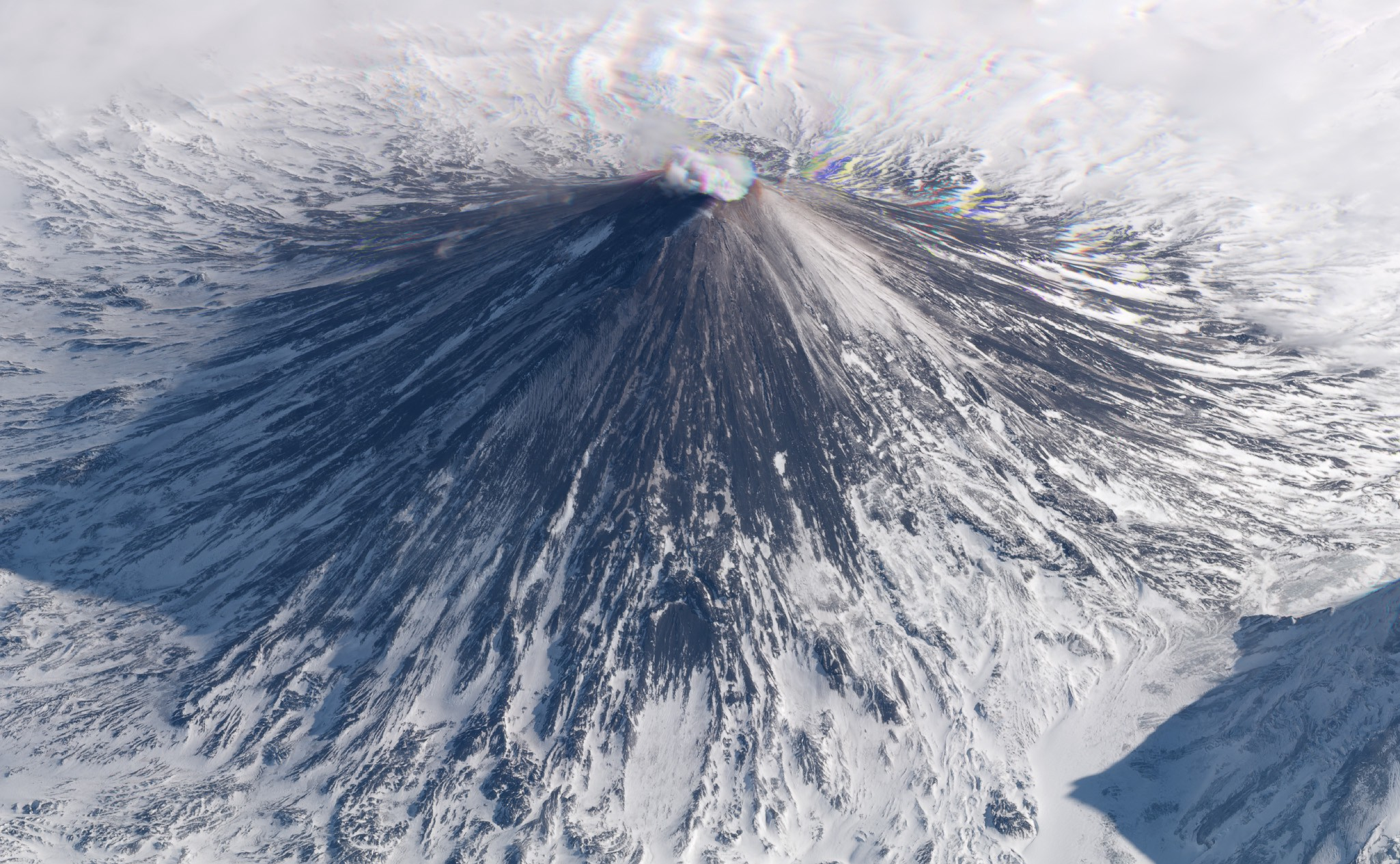
Műholdkép
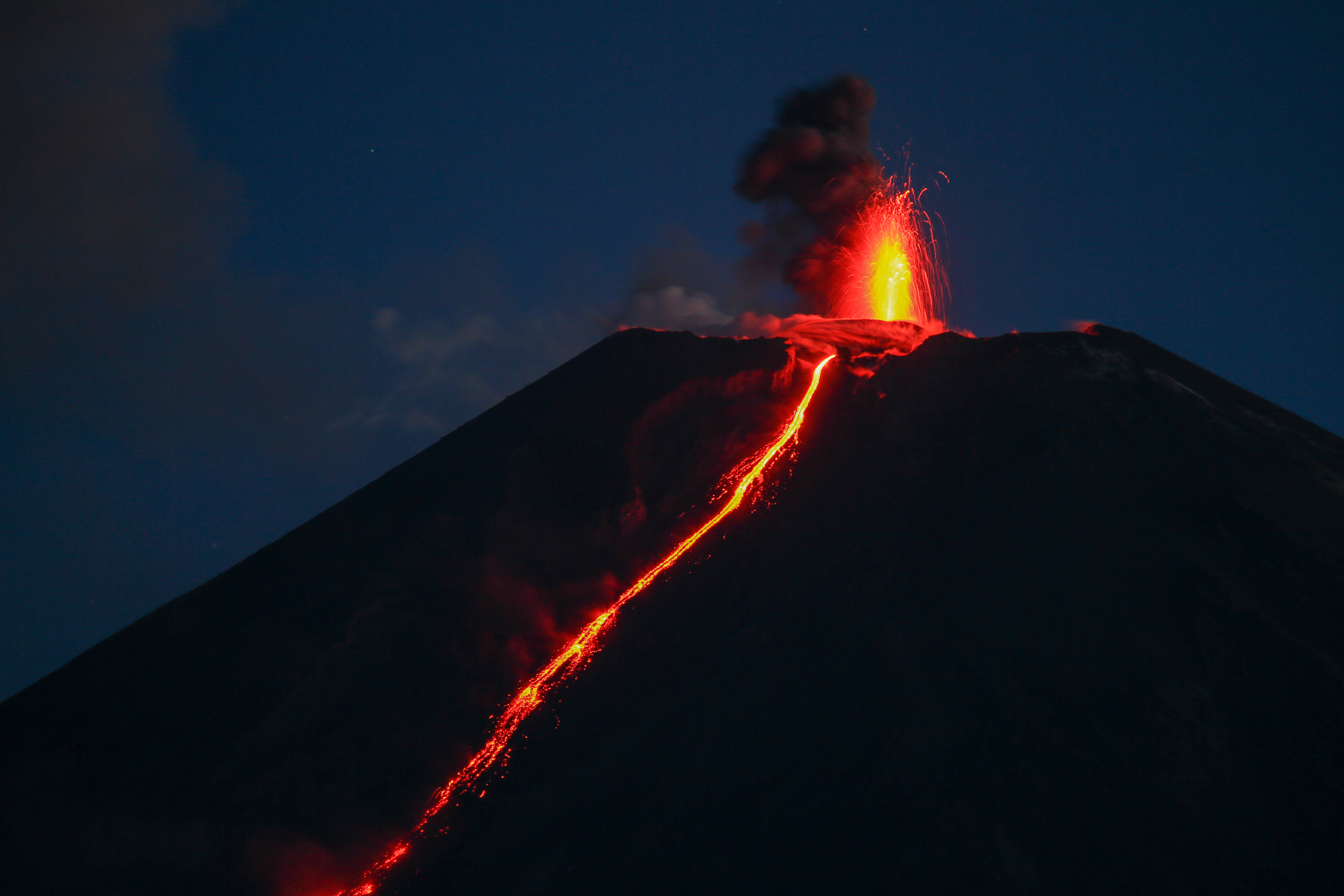
Kitörés

## Fordítás
Ez a szócikk részben vagy egészben  a   Klyuchevskaya Sopka című angol Wikipédia-szócikk ezen változatának fordításán alapul.  Az eredeti cikk szerkesztőit annak laptörténete sorolja fel. Ez a jelzés csupán a megfogalmazás eredetét és a szerzői jogokat jelzi, nem szolgál a cikkben szereplő információk forrásmegjelöléseként.